# Malin Elisabeth Tani
Malin Elisabeth Brolin-Tani (født 21. juli 1980) er en dansk skuespiller.
Brolin-Tani er datter af koreograf Marie Brolin-Tani og er uddannet fra Skuespillerskolen ved Odense Teater i 2006. Hun fik sin scenedebut i rollen som Ofelia i Gladsaxe Ny Teaters opsætning af Hamlet i 2007. Samme år medvirkede hun i Kirsebærhaven på Det Kongelige Teater.
I 2007 modtog hun talentprisen ved Reumertuddelingen.

## Filmografi
- Album (tv-serie, 2008)
- Hvid nat (2007)
- De unge år (2007)
- Over gaden under vandet (2009)
- Sandheden om mænd (2010)